# Bodek

Herb Bodek według heraldyki niemieckiej

Herb Bodek według Niesieckiego i Ostrowskiego

Bodek – polski herb szlachecki pochodzenia niemieckiego, używany w Polsce przez rodzinę osiadłą w Prusach.

## Opis herbu
Herb Bodek znany jest w kilku wariantach. Opisy z wykorzystaniem zasad blazonowania, zaproponowanych przez Alfreda Znamierowskiego. Według polskich heraldyków, Kaspra Niesieckiego i Juliusza Karola Ostrowskiego, herb przedstawia się następująco:
Na tarczy czterodzielnej w polach błękitnych I i IV krzyż złoty, w II i III lew czerwony wspięty.
W klejnocie nad hełmem takiż lew pomiędzy dwoma czarnymi orlimi skrzydłami.
Labry nieznane, wedle zasad polskiej heraldyki należałoby zrekonstruować je jako błękitne podbite złotem.
Źródła niemieckojęzyczne jednak, takie jak herbarz Siebmachera, przekazują informacje o nieco innym wyglądzie herbu, a także o jego innych wersjach. Pierwotnym herbem rodziny Bodek (Bodeck) miał być w polu błękitnym krzyż złoty, w klejnocie bez korony dwa skrzydła orle: prawe błękitno-złote, lewe złoto-błękitne. Labry z prawej błękitne, z lewej czerwone podbite złotem.
Herb bliższy przekazywanemu przez Niesieckiego i Ostrowskiego to późniejszy herb Bodecków. Różni się on od wersji polskiej barwą pola z lwami (złota), brakiem korony (w jej miejsce złoto-czerwono-błękitny zawój), barwieniem skrzydeł w klejnocie (jak w oryginalnym herbie), oraz labrami: z prawej błękitnymi, podbitymi złotem i czerwienią, z lewej złotymi, podbitymi błękitem i czerwienią.
Z punktu widzenia zasad heraldyki, a szczególnie zasady alterancji, poprawniejsza jest wersja niemiecka (nie można m.in. położyć czerwonego lwa na błękitnym polu). Ponadto herb Habsburgów ma pole złote, a nie błękitne.

## Najwcześniejsze wzmianki
Herb niemieckiej rodziny Bodeck, z której Walenty, burgrabia gdański, został wpisany w 1622 do Metryki Koronnej. Herb w wersji udostojnionej lwami został nadany Bonawenturze I Bodeckher 7 września 1584 w Pradze. Czerwony lew to godło herbowe Habsburgów, więc jego dodanie do herbu miało być wyrazem specjalnej cesarsko-królewskiej łaski.

## Herbowni
Herb ten był herbem własnym, toteż do jego używania uprawniony jest tylko jeden ród herbownych:
Bodek (Bodeck, von Bodeck).